# US Open de 2001
O US Open de 2001 foi um torneio de tênis disputado nas quadras duras do USTA Billie Jean King National Tennis Center, no Flushing Meadows-Corona Park, no distrito do Queens, em Nova York, nos Estados Unidos, entre 27 de agosto e 9 de setembro. Corresponde à 34ª edição da era aberta e à 121ª de todos os tempos.

## Finais

### Profissional
| Categoria | Evento    | Campeã(s)(o/ões)              | Vice-campeã(s)(o/ões)                 | Resultado     | Chave(s)  | Chave(s)       |
| --------- | --------- | ----------------------------- | ------------------------------------- | ------------- | --------- | -------------- |
| Simples   | Masculino | Lleyton Hewitt                | Pete Sampras                          | 7–6, 6–1, 6–1 | principal | qualificatório |
| Simples   | Feminino  | Venus Williams                | Serena Williams                       | 6–2, 6–4      | principal | qualificatório |
| Duplas    | Masculino | Wayne Black Kevin Ullyett     | Donald Johnson Jared Palmer           | 7–6, 6–2, 6–3 | principal | principal      |
| Duplas    | Feminino  | Lisa Raymond Rennae Stubbs    | Kimberly Po-Messerli Nathalie Tauziat | 6–2, 5–7, 7–5 | principal | principal      |
| Duplas    | Misto     | Rennae Stubbs Todd Woodbridge | Lisa Raymond Leander Paes             | 6–4, 5–7, 7–6 | principal | principal      |

### Juvenil
| Categoria | Evento    | Campeã(s)(o/ões)                  | Vice-campeã(s)(o/ões)       | Resultado     | Chave(s)  | Chave(s)       |
| --------- | --------- | --------------------------------- | --------------------------- | ------------- | --------- | -------------- |
| Simples   | Masculino | Gilles Müller                     | Wang Yeu-tzuoo              | 7–65, 6–2     | principal | qualificatório |
| Simples   | Feminino  | Marion Bartoli                    | Svetlana Kuznetsova         | 4–6, 6–3, 6–4 | principal | qualificatório |
| Duplas    | Masculino | Tomáš Berdych Stéphane Bohli      | Brendan Evans Brett Joelson | 6–4, 6–4      | principal | principal      |
| Duplas    | Feminino  | Galina Fokina Svetlana Kuznetsova | Jelena Janković Matea Mezak | 7–5, 6–3      | principal | principal      |